# Louis-Ghislain de Bouteville

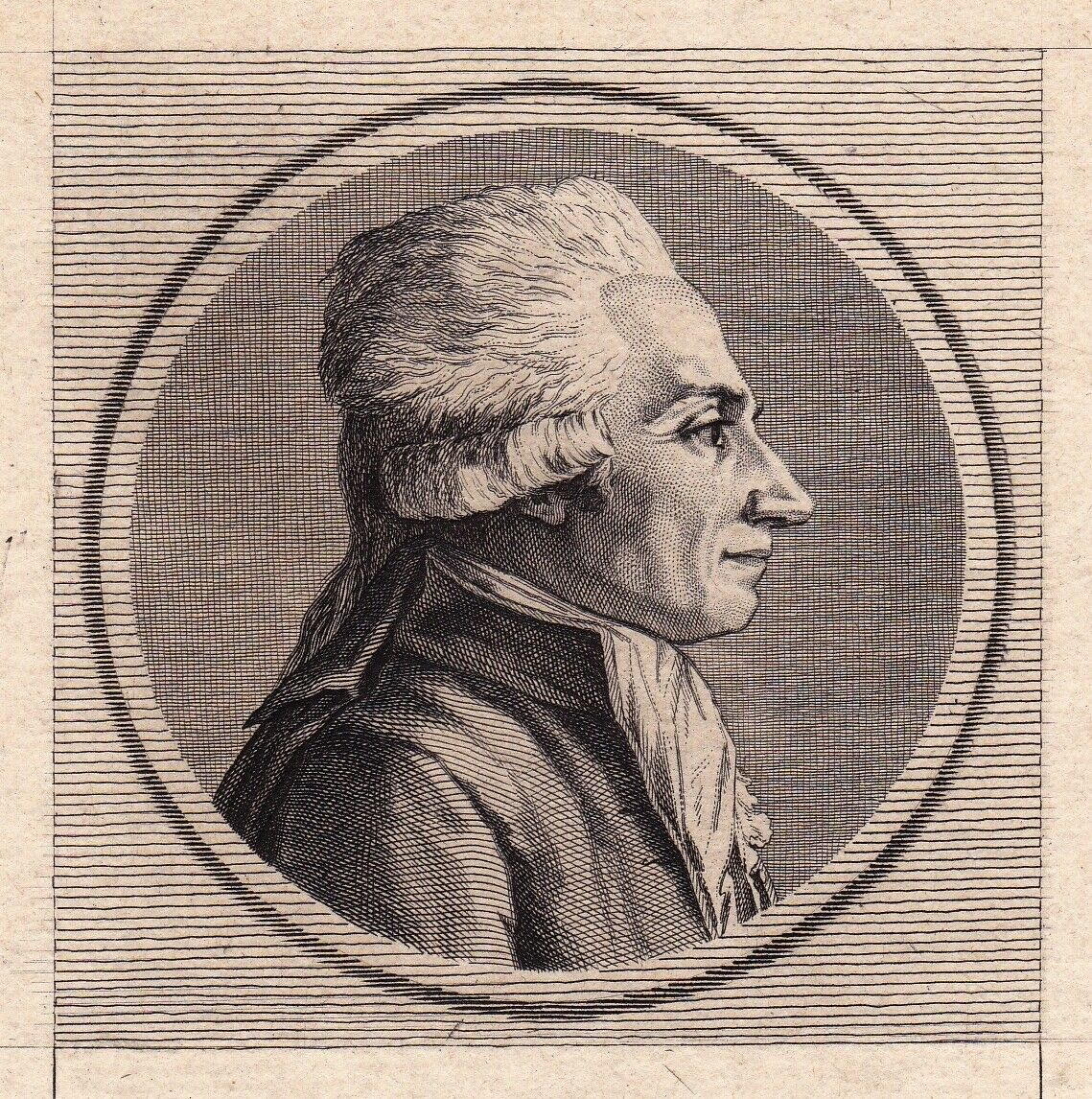
Gegraveerd portret ca. 1789-91

Louis-Ghislain de Bouteville (Albert, 28 april 1746 – Parijs, 9 april 1821), seigneur du Metz, was een Frans politicus en magistraat. In het begin van de Franse tijd in België had hij een grote hand in het organiseren van de instellingen, die sinds de geaborteerde hervormingen van keizer Jozef II niet meer behoorlijk hadden gefunctioneerd. Met veel kunde schiep hij het nieuwe bestuur en de nieuwe rechtbanken, die nog steeds doorwerken in het Belgische staatsapparaat.

## Leven
Bouteville was de zoon van een advocaat uit Péronne en oefende er zelf ook dat beroep uit. Hij trouwde met zijn nicht Charlotte Auberlique. Hij werd schepen van de stad en stelde in de aanloop naar de Franse Revolutie het plaatselijke cahier de doléance van de derde stand op. Op 3 april 1789 werd hij gekozen om de derde stand van zijn streek te vertegenwoordigen in de Staten-Generaal van 1789. In deze vergadering werd hij bevriend met Merlin de Douai. Hoewel van lage adel, was Bouteville republikein en antiklerikaal, zij het ook een vijand van fanatisme.
Hij zetelde vanaf 1790 in de Nationale Grondwetgevende Vergadering en werd commissaris voor de vervreemding van domeingoederen. Na de ontbinding van de Vergadering werd hij in 1791 rechter in Péronne. Zijn gematigdheid bracht hem in de problemen tijdens de Terreur. Hij werd in 1794 gearresteerd, maar na 9 Thermidor kwam hij vrij dankzij tussenkomst van Merlin de Douai. Onder het Directoire werd Bouteville bestuurder van het Sommedepartement en daarna agent national in de verenigde departementen. Tijdens die missie sloot hij in Luik vriendschap met de girondijnen Bassenge en Fabry.
Toen Merlin de Douai minister van Justitie werd, nam hij Bouteville als adviseur. Op verzoek van de Luikenaars werd hij benoemd tot commissaris van het Directoire in de verenigde departementen, in opvolging van Portiez en Pérès. Hij zou deze functie uitoefenen van 22 november 1795 tot 20 januari 1797 en kreeg hiervoor het gesekwestreerde Arenbergpaleis ter beschikking. Zijn opdracht was om de bestuursorganen en rechtscolleges samen te stellen, toezicht te houden op hun functioneren en hen te sturen in de uitvoering van de wetten. Tegelijkertijd zorgde hij voor de organisatie van de gendarmerie en de inning van de belastingen. Hij stond voorts in voor de publicatie van de Franse wetten, die hij probeerde te temporiseren vanwege de vijandigheid waarmee ze werden ontvangen, vooral de antireligieuze maatregelen. Dagelijks correspondeerde hij uitgebreid met de administraties en de rechtbanken. De minste administratieve moeilijkheid werd hem voorgelegd. Het invullen van alle functies was een lijdensweg door het gebrek aan kandidaten. Als ze niet om ideologische redenen wegbleven, was het om het bescheiden en onregelmatig betaalde loon. Het Directoire had weinig begrip voor de omstandigheden: zijn missie werd bruusk beëindigd en minister Pierre Bénézech kwam ter plaatse.
Na zijn ontslag begin 1797 bleef Bouteville nog enige maanden in Brussel om zijn verslag te schrijven en werd hij lid en waarnemend voorzitter van het bestuur van het Dijledepartement. Op 10 mei vertrok hij om in Parijs substituut bij het Hof van Cassatie te worden. De kiezers van het Sommedepartement stuurden hem op 15 avril 1798 naar de Raad van Ouden. Hij steunde de staatsgreep van 18 Brumaire, wat hem een benoeming in het Tribunaat opleverde (25 december 1799). Na de afschaffing van dat orgaan werd hij rechter in Amiens. Tijdens de Honderd Dagen werd hij in 1815 verkozen in de Chambre des députés, maar hij was er nauwelijks actief.

## Publicatie
- Compte de la mission du citoyen Bouteville, commissaire du gouvernement dans les neuf départements réunis, Bruxelles, an V [1796]

## Voetnoten
1. ↑  Luc Dhondt, "Politiek en institutioneel onvermogen 1780-1794 in de Zuidelijke Nederlanden", in: Algemene Geschiedenis der Nederlanden, vol. IX, 1980, p. 139-159

- Bibliothèque nationale de France: cb125211367 (data)
- Gemeinsame Normdatei: 140090363
- International Standard Name Identifier: 0000 0000 8079 2706
- Library of Congress Control Number: no91018871
- Nederlandse Thesaurus van Auteursnamen: 071451161
- Système universitaire de documentation: 067063748
- Virtual International Authority File: 119160
- WorldCat: E39PBJj8KX8ddCgtpXG89qX8G3